# Mariano Puerta
Mariano Rubén Puerta (* 19. září 1978 San Francisco, Argentina) je bývalý argentinský profesionální tenista.
Ve své kariéře na okruhu ATP World Tour vyhrál tři singlové turnajů tři deblové turnaje.
Na žebříčku ATP byl ve dvouhře nejvýše klasifikován v srpnu 2005 na 9. místě a ve čtyřhře pak v srpnu 1999 na 68. místě.

## Finále na Grand Slamu

### Mužská dvouhra: 1 (0–1)
| Stav      | Rok  | Turnaj      | Povrch | Soupeř ve finále | Výsledek                |
| --------- | ---- | ----------- | ------ | ---------------- | ----------------------- |
| Finalista | 2005 | French Open | antuka | Rafael Nadal     | 7–6(8–6), 3–6, 1–6, 5–7 |

## Kariéra
Na ATP Tour hrál od roku 1997. Získal tři turnajové tituly ve dvouhře a tři ve čtyřhře. Na žebříčku ATP bylo jeho nejlepším postavením 9. místo ve dvouhře a 68. místo ve čtyřhře. Byl antukovým specialistou.
V roce 2003 byl na turnaji ve Viña del Mar pozitivně testován na clenbuterol. Dostal dvouletý zákaz činnosti, který byl později snížen na devět měsíců. Jako nenasazený hráč postoupil v roce 2005 do finále French Open, kde ho porazil Rafael Nadal. V roce 2005 se také zúčastnil Turnaje mistrů. Poté byl usvědčen z užívání zakázané látky etilefrinu a potrestán osmiletým distancem, který po odvolání Mezinárodní sportovní arbitráž snížila na dva roky. Po návratu na kurty v roce 2007 hrál Puerta už pouze na ATP Challenger Tour a v roce 2009 ukončil kariéru.

## Vítězství na okruhu ATP Tour
| Legenda                     |
| D – dvouhra; Č – čtyřhra    |
| Grand Slam (0)              |
| Turnaj mistrů (0)           |
| ATP Tour Masters 1000 (0)   |
| ATP Tour 500 (0)            |
| ATP Tour 250 (1–3 D; 1–2 Č) |

### Dvouhra: 3
| Stav  | č. | datum | turnaj                               | povrch | soupeř ve finále | výsledek |
| ----- | -- | ----- | ------------------------------------ | ------ | ---------------- | -------- |
| Vítěz | 1. | 1998  | Campionati Internazionali di Sicilia | antuka | Franco Squilari  | 6–3, 6–2 |
| Vítěz | 2. | 2000  | Bancolombia Open                     | antuka | Júnis Al Ajnáví  | 6–4, 7–6 |
| Vítěz | 3. | 2005  | Grand Prix Hassan II                 | antuka | Juan Mónaco      | 6–4, 6–1 |

### Čtyřhra: 3
| Stav  | č. | datum | turnaj            | povrch | spoluhráč      | soupeři ve finále                 | výsledek      |
| ----- | -- | ----- | ----------------- | ------ | -------------- | --------------------------------- | ------------- |
| Vítěz | 1. | 1998  | Bancolombia Open  | antuka | Diego del Río  | Gábor Köves Eric Taino            | 6–7, 6–3, 6–2 |
| Vítěz | 2. | 1999  | BMW Open          | antuka | Daniel Orsanic | Massimo Bertolini Cristian Brandi | 7–6, 3–6, 7–6 |
| Vítěz | 3. | 1999  | Croatia Open Umag | antuka | Javier Sánchez | Massimo Bertolini Cristian Brandi | 3–6, 6–2, 6–3 |